# Sri Lanka na Mistrzostwach Świata w Lekkoatletyce 2015
Sri Lanka na Mistrzostwach Świata w Lekkoatletyce 2015 – reprezentacja Sri Lanki podczas Mistrzostw Świata w Pekinie liczyła 2 zawodników, którzy nie zdobyli medali.

## Występy reprezentantów Sri Lanki

### Mężczyźni

#### Konkurencje biegowe
| Konkurencja | Zawodnik        | Runda 1  | Runda 1 | Półfinał | Półfinał | Finał    | Finał   |
| Konkurencja | Zawodnik        | Rezultat | Pozycja | Rezultat | Pozycja  | Rezultat | Pozycja |
| ----------- | --------------- | -------- | ------- | -------- | -------- | -------- | ------- |
| Maraton     | Anuradha Cooray | —        | —       | —        | —        | 2:25,04  | 29.     |

### Kobiety

#### Konkurencje biegowe
| Konkurencja | Zawodniczka                | Runda 1  | Runda 1 | Półfinał | Półfinał | Finał    | Finał   |
| Konkurencja | Zawodniczka                | Rezultat | Pozycja | Rezultat | Pozycja  | Rezultat | Pozycja |
| ----------- | -------------------------- | -------- | ------- | -------- | -------- | -------- | ------- |
| Maraton     | Niluka Geethani Rajasekara | —        | —       | —        | —        | 2:50,40  | 49.     |